# Harry Lloyd
Harry Charles Salusbury Lloyd (ur. 17 listopada 1983 w Londynie) – angielski aktor telewizyjny. Znany z ról Willa Scarletta w serialu produkcji BBC Robin Hood i Viserysa Targaryena w serialu HBO Gra o tron. Jest praprawnukiem Charlesa Dickensa.

## Życiorys

### Wczesne lata
Urodził się w dzielnicy Londynu – Hammersmith jako syn Marion Evelyn (z domu Dickens), wydawcy książek dla dzieci i Jonathana Lloyda, szefa agencji literackiej. Jego prapradziadek ze strony matki Charles Dickens był wiktoriańskim pisarzem. Jego matka była córką kapitana Royal Navy Petera Geralda Charlesa Dickensa. Z kolei pradziadek matki Henry Evelyn Charles Blagrove był kontradmirałem Royal Navy. Jest kuzynem pisarki Lucindy Hawksley i aktora Geralda Dickensa.
Uczył się w Eton College. Studiował potem anglistykę w Christ Church w Oksfordzie, gdzie dołączył do Oxford University Dramatic Society (OUDS) i wystąpił w kilku sztukach, takich jak Pocałunek kobiety pająka Manuela Puiga (2003) jako Valentin czy Komedia omyłek Williama Szekspira, z którą latem 2005 roku odbył trasę po Japonii. W 2005 roku ukończył studia na Uniwersytecie Oksfordzkim.

### Kariera
W wieku 16 lat trafił na szklany ekran jako James Steerforth w telewizyjnej adaptacji utworu Charlesa Dickensa BBC David Copperfield (1999) u boku Daniela Radcliffe'a i Maggie Smith. Następnie został obsadzony w roli młodego Riversa w ekranizacji powieści Jamesa Hiltona Żegnaj Chips (Goodbye Mr Chips, 2002).
W 2007 roku zadebiutował na scenie Trafalgar Studios w przedstawieniu A Gaggle of Saints, za występ w którym zebrał wiele pozytywnych recenzji. Grał także na scenie Theatre Royal Haymarket w spektaklu Edwarda Bonda Morze (The Sea, 2008).
W serialu BBC Doktor Who (Doctor Who, 2007) wystąpił w roli studenta Jeremy'ego Bainesa, którego umysł został przejęty przez gatunki cudzoziemców o nazwie Family of Blood. W serialu HBO Gra o tron (Game of Thrones, 2011) zagrał postać Viserysa Targaryena. Na kinowym ekranie można go było zobaczyć w niewielkiej roli Richarda Masona w dramacie Jane Eyre (2011) z Mią Wasikowską i Michaelem Fassbenderem, a także w dramacie biograficznym Phyllidy Lloyd Żelazna Dama (The Iron Lady, 2011) w roli młodego Denisa Thatchera. Rola Matty'ego Becketta, syna gangstera w serialu Channel 4 The Fear (2012) przyniosła mu nominację do Nagrody Telewizyjnej Akademii Brytyjskiej dla najlepszego aktora drugoplanowego. W 2014 roku powrócił na scenę w sztuce Notatki z podziemia Fiodora Dostojewskiego.